# Peter Rauch (Schauspieler)
Peter Rauch (* 3. Juli 1947 in Wismar) ist ein deutscher Schauspieler, Theaterregisseur und Hörspielsprecher.

## Leben
Peter Rauch wurde von 1968 bis 1972 an der Theaterhochschule „Hans Otto“ Leipzig zum Schauspieler ausgebildet. Von 1972 bis 1997 hatte er ein Engagement am Deutschen Nationaltheater Weimar. Danach ging er für drei Jahre ans Schauspielhaus Bochum. Gastverträge führten Rauch ans Schauspielhaus Düsseldorf, an die Theater in Erfurt und Rudolstadt sowie an das Berliner Theater im Palais.
Rauch spielte die Titelrollen in den Shakespeare-Stücken Macbeth und Julius Caesar und in Peer Gynt von Henrik Ibsen. Er war der Bettlerkönig Peachum in der Dreigroschenoper von Bertolt Brecht und Kurt Weill und Oberst Pickering im Musical My Fair Lady von Frederick Loewe und Alan J. Lerner. In einer Bühnenfassung von Alfred Döblins Roman Berlin Alexanderplatz verkörperte Rauch den Protagonisten Franz Biberkopf. Weitere bekannte Rollen waren unter anderem Theobald Maske in Carl Sternheims Lustspiel Die Hose oder Torvald Helmer in Nora oder Ein Puppenheim von Henrik Ibsen.
Daneben führt Rauch auch Regie und inszenierte beispielsweise am Theater im Palais und am Schauspielhaus Bochum, darunter Das Jahrmarktsfest zu Plundersweilern und Die Mitschuldigen von Johann Wolfgang von Goethe sowie von Peter Hacks Amphitryon und Adam und Eva.
Sein Debüt vor der Kamera gab Peter Rauch 1973 in dem vierteiligen DEFA-Spielfilm Die sieben Affären der Doña Juanita. Seit der Jahrtausendwende ist er häufiger Gast auf dem Bildschirm, überwiegend als Gastdarsteller in bekannten Fernsehserien. In dem Dokumentarfilm Erich Mielke – Meister der Angst war er 2015 als Rudi Mittig, dem stellvertretenden Minister für Staatssicherheit zu sehen. Außerdem arbeitete Rauch bis Anfang der 2000er-Jahre umfangreich als Hörspielsprecher, in den 1970er- und 1980er-Jahren gelegentlich auch in der Synchronisation.
Peter Rauch lebt in Weimar.

## Filmografie (Auswahl)
- 1973: Die sieben Affären der Doña Juanita
- 1995: Die Wache – Totenruhe
- 2000: Die Motorrad-Cops – Hart am Limit – Nur 24 Stunden
- 2001: Der Clown – Unsichtbarer Feind
- 2002: Im Namen des Gesetzes – Tödliches Mandat
- 2002: Ein Sack voll Geld
- 2004: Ein Fall für zwei – Ticket ins Jenseits
- 2004: SOKO Leipzig – Durchgebrannt
- 2004: Polizeiruf 110 – Rosentod
- 2004: Besser als Schule
- 2004: Familie Dr. Kleist – Verschüttet
- 2005: Tatort – Freischwimmer
- 2007: Meer is nich
- 2007: SOKO Wismar – Tod einer Nachbarin
- 2008: Ossi’s Eleven
- 2008: Zwerg Nase
- 2009: Ein Fall von Liebe – So ist das Gesetz
- 2010: Tatort – Schön ist anders
- 2012: Krimi.de – Falsche Liebe
- 2013: Akte Ex – Verlorene Nacht
- 2014: Die geliebten Schwestern
- 2015: Erich Mielke – Meister der Angst
- 2016: Ein Fall von Liebe – So ist das Gesetz
- 2018: Die kleine Hexe
- 2020: Bettys Diagnose – Chancen
- 2020: SOKO Wismar – Tödlicher Salut
- 2020: In aller Freundschaft – Schützenbrüder
- 2024: Aus dem Leben (Fernsehfilm)

## Hörspiele
- 1972: Kurt Zimmermann: Kundschafter, Funker, Kommunist – Regie: Klaus Zippel – Rundfunk der DDR
- 1973: Jochen Hauser: Der Besuch – Regie: Walter Niklaus – Rundfunk der DDR
- 1974: Karl-Heinz Priewe: Der Meister – Regie: Günter Bormann – Rundfunk der DDR
- 1975: Karlheinz Klimt: Andreas und der Knochenmann – Regie: Rüdiger Zeige – Rundfunk der DDR
- 1976: Johann Wolfgang von Goethe: Die Leiden des jungen Werthers – Regie: Walter Niklaus – Rundfunk der DDR
- 1977: Erich Piontkowski: Rote Farben bei Nacht – Regie: Klaus Zippel – Rundfunk der DDR
- 1979: Fritz Selbmann: Die Söhne der Wölfe – Regie: Walter Niklaus – Rundfunk der DDR
- 1983: Hans Siebe: Adomeit läßt grüßen – Regie: Klaus Zippel – Rundfunk der DDR
- 1983: Rolf Gozell: Der Recke Kramatora – Regie: Klaus Zippel – Rundfunk der DDR
- 1986: Sybill Mehnert: Souvenir aus Prag – Regie: Klaus Zippel – Rundfunk der DDR
- 1989: Friedel Hohnbaum-Hornschuch: Die Treppe – Regie: Klaus Zippel – Rundfunk der DDR
- 1990: Peter Gauglitz: Karambolage – Regie: Günter Bormann – Rundfunk der DDR
- 1993: Gerhard Rentzsch: Geschichte für die Katz – Regie: Walter Niklaus – MDR
- 1997: Hans Fallada: Bauern, Bonzen und Bomben – Regie: Jürgen Dluzniewski – MDR
- 2000: Jan Hartmann: Albanische Frauen – Regie: Thomas Werner – WDR
- 2000: Matthias Brand: Mord in Neubabelsberg – Regie: Jörg Schlüter – WDR
- 2000: Peter Jacobi: Das Schweigen der Mailbox – Regie: Jörg Schlüter – WDR
- 2001: Gert Loschütz: Besichtigung eines Unglücks – Regie: Norbert Schaeffer – WDR/NDR/SWR
- 2003: Ulrich Land: Kleist – Das Nachspiel – Regie: Jörg Schlüter – WDR
- 2004: Karin Bellingkrodt: Frühjahrsdepressionen oder Wie man seine Feinde in Not versetzt – Regie: Jörg Schlüter – WDR

## Synchronrollen
- 1975: Petr Svojtka als Prinz des südlichen Reiches in Die kleine Meerjungfrau
- 1979: German Poloskov als Igor Sobolev in Aquanauten
- 1983: Chiu Cheung-Gwan als Si Ma Jian in Die furchtlosen Männer vun Wu Dang
- 1984: Igor Okhlupin als Demyanov in Mit dem Kopf durch alle Wände
- 1984: Morton Lowry als John Stapleton in Der Hund von Baskerville